# Sex on the beach
Sex on the beach är en alkoholbaserad drink som karaktäriseras av sin söta fruktsmak. I drinken ingår vodka, persikolikör, tranbärsjuice och apelsinjuice. Den kan dekoreras med till exempel en apelsinskiva och cocktailbär.

## Variationer
Sex on the beach är listad av International Bartenders Association sedan 2004 och sedan 2011 som en "Contemporary Classic", ungefär "Samtida klassiker". I IBA:s recept används persikolikör och tranbärsjuice, men det finns variationer med melonlikör respektive grenadin istället för persikolikör och tranbär.

## Historik
Enligt en etablerad tradition skapades och namngavs drinken av Ted Pizio, som arbetade på Confettis i Fort Lauderdale i Florida under "Spring Break". Spring break är ett skollov i USA under vårterminen där många studenter åker till sydligare breddgrader för att festa.
År 1987 skapade likörtillverkaren DeKuyper en tävling om att skapa en drink för att lansera deras persikolikör Peachtree Schnapps. Ted Pizio byggde en drink med vodka, persikolikören, grenadin och apelsinjuice, som han döpte till Sex on the Beach, ungefär "Sex på stranden". Han namngav den efter vad han menade var de två främsta dragplåstren för "Spring Break"; sex och strandliv
Ted Pizio vann tävlingen, och drinken spreds över USA. I många fall var det studenterna som tog med sig drinken hem, och de hade ibland missuppfattat ingredienserna vilket snabbt ledde till variationer med andra spritdrycker och groggvirke.
Det har också presenterats teorier om att den skapades tidigare som en sammanslagning av Fuzzy navel och Cape codder.
När den skapades på 1980-talet var det som en av flera söta, billiga och lättskänkta drinkar som hade knasiga namn, inte sällan med sexuella anspelningar. Andra exempel är Fuzzy navel, som anses ha skapat trenden, Silk panties, Ball banger och mer explicita Orgasm. År 2004 tog den sig in på IBA:s lista under kategorin "Most popular" och med deras uppdatering 2011 kategoriseras den som "Contemporary Classic".

## Varianter
Utöver variationer under samma namn finns det direkt medvetna varianter som:
- Sex in the driveway, med blå curacao och Sprite istället för apelsin- och tranbärsjuice.[5]
- Woo woo, utan apelsinjuice.[6]
- Alkoholfria varianter kallade "Safe sex on the beach", "Cuddles on the beach" eller "Virgin on the beach", ungefär "Säker sex-", "Kramar-" respektive "oskulder på stranden".[7]